# 孟婆客棧 (電視劇)
《孟婆客棧》（英語： Tavern by the Lethe），2021年台灣歌仔戲電視劇，改編自2018年唐美雲歌仔戲團的同名舞台劇作品，是台灣首部結合歌仔戲與音樂劇的新形態歌舞情境喜劇，以現代手法描述奈何橋畔的孟婆客棧裡，往來過客在轉世時如何為記憶羈絆。本劇由吳念真擔任藝術總監，唐美雲、蔡振南、方馨、王金櫻、小咪、羅北安、王彩樺、陳竹昇、樓心潼、方宥心、許富凱、張書宇領銜主演。
公視台語台於2021年10月17日起每週日晚上8點首播，中華電信MOD、Hami Video同日上架新集數，民視無線台於11月8日起每週一至週五晚上6點26分播出，全劇共六個單元。

## 播出時間
| 中華民國 公視台語台 每週日 20:00 - 22:00  | 中華民國 公視台語台 每週日 20:00 - 22:00                 | 中華民國 公視台語台 每週日 20:00 - 22:00 |
| ----------------------------------------- | -------------------------------------------------------- | ---------------------------------------- |
|                                           | 孟婆客棧 （2021年10月17日－2022年1月23日）               |                                          |
| 阮氏碧花與她的兩個男人 （2021年10月10日） | 【過年看電影】 阿嬤的夢中情人 (台語版) （2022年1月30日） |                                          |

## 網路平台
| 平台        | 所在地 | 首播日期       | 播出時間           | 備註         |
| ----------- | ------ | -------------- | ------------------ | ------------ |
| 中華電信MOD | 臺灣   | 2021年10月17日 | 每週日21:00、22:00 | 分別上架一集 |
| Hami Video  | 臺灣   | 2021年10月17日 | 每週日21:00、22:00 | 分別上架一集 |

## 故事大綱
孟婆客棧位於冥河畔，四時薄霧瀰漫，艷紅的彼岸花迎風搖曳。孟婆客棧的新任老闆萬千帆（唐美雲 飾），生前是被譽為「珠寶商皇帝」的巨商大賈，意外身亡的他來到冥界，大鬧閻王殿，要閻王放他還陽。閻王與他談條件，要他去管理孟婆客棧，只要能獲得五張貴客滿意度五顆星，就能得到一張還陽申請書。千帆發誓一定要早日完成任務，離開孟婆客棧這個鬼地方。

## 演員陣容

### 主要角色

#### 客棧員工
| 演員   | 角色   | 介紹 |
| 唐美雲 | 萬千帆 | 男，42歲，孟婆客棧新任老闆。言語毒舌，行事如暴君，從不在乎他人感受，十足的商人個性，永遠以「利」字優先，因突如其來的意外亡故，大好前途一夕歸零，為了重返陽間，一心一意要獲得五個五顆星！ |
| 蔡振南 | 湯伯   | 男，60歲，孟婆客棧維修清潔工。邋遢懶散、愛喝酒，時常逃避問題，在新老闆萬千帆上任後，意外發現竟是自己的親生兒子。                                                                         |
| 方馨   | 玲瓏   | 女，32歲，孟婆客棧的廚師。負責客棧上至老闆下至員工以及客棧貴客的所有料理，理性成熟，性格爽朗且負有正義感，唯一牽掛的就是不知生死的孩子。                                                 |
| 方宥心 | 金水仙 | 女，22歲，孟婆客棧的服務接待員。活潑熱情、天生少根筋，在師傅因轉世到來之後，每天都戰戰兢兢。                                                                                             |
| 許富凱 | 小諸葛 | 男，22歲，孟婆客棧的文書會計。飽讀詩書、多才多藝、口才佳，但時常被蓮嫂的突如其來與逼婚感到心煩。                                                                                         |
| 張書宇 | 無名   | 男，25歲，孟婆客棧的看門人。武功高強、沈默寡言，生前不為人知的過去，有著悲傷的故事。 |

#### 冥界神職人員
| 演員   | 角色     | 介紹 |
| 王金櫻 | 大孟婆   | 女，70歲，孟婆姊妹的大孟婆。擁有少女心且愛看戲，亦是客棧成員的心靈導師，然而有時會感情用事，並做出可怕的決定。 |
| 小咪   | 小孟婆   | 女，68歲，孟婆姊妹的小孟婆。理性冷靜、說話犀利，行事公事公辦，不容說情為原則。                                 |
| 羅北安 | 閻王     | 男，65歲，冥界最大仲裁者。對事公正無私，私下卻是妻管嚴，但卻也最愛她一人。                                     |
| 王彩樺 | 閻王夫人 | 女，50歲，冥界當紅兩性作家。是孟婆姐妹的好閨蜜，也是探討兩性問題節目的主持人，更是閻王最怕的老婆。             |
| 陳竹昇 | 白捕快   | 男，27歲，冥界捕快。冥界認證暖男，一心一意鍾情黑捕快，只想與黑捕快作為結髮夫妻。                               |
| 樓心潼 | 黑捕快   | 女，25歲，冥界捕快。獨立自主、行事果斷。與白捕快形影不離，但陽間的親人卻擅自為她冥婚...                        |
| 林千鈺 | 冥界客服 | 女，年紀不明，冥界客服人員。集結美麗、冷豔、專業的她無處不在，身分成謎。                                       |
| 杜健瑋 | 擺渡人   | 男，26歲，在冥河畔擺渡亡靈。看盡了世間的生死離別，言語中時常蘊含充滿智慧且令人省思。                           |

#### 冥界居民
| 演員   | 角色 | 介紹                                                                                               |
| 林美秀 | 蓮嫂 | 女，50歲，個性雞婆、愛八卦，想像力超級豐富。在收到轉世通知單後，唯一心願就是能看到兒子小諸葛成婚。 |

### 單元主演

#### 第一單元《世紀婚禮》
| 演員   | 角色   | 介紹                                                                 |
| 施易男 | 梁山伯 | 男，20歲，在冥界苦苦等待300年與祝英台相遇，卻在此時接到轉世通知書... |
| 李千那 | 祝英台 | 女，18歲，希望能在梁山伯轉世投胎前與他舉辦婚禮。                     |
| 錢君仲 | 馬文才 | 男，得知山伯英台將結婚而來到客棧欲搶回祝英台。                       |
| 吳旻真 | 銀心   | 女，祝英台女婢。                                                     |
| 李嘉   | 四九   | 男，梁山伯侍童。                                                     |

#### 第二單元《師父駕到》
| 演員   | 角色         | 介紹                                                              |
| 狄玫   | 狄金枝       | 女，50歲，金水仙的嚴師，轉世前來到孟婆客棧，與金水仙再續師徒緣... |
| 李永豐 | 詐騙集團老大 | 男，冥界黑幫老大。                                                |
| 洪 毛  | 吳松陵       | 男，70歲，狄金枝戲迷，深愛著狄金枝。                              |
| 佘祖逸 | 李世賢       | 男，金水仙戲迷，深愛著金水仙。                                    |

#### 第三單元《罪人無名》
| 演員   | 角色     | 介紹 |
| 李文勳 | 佐藤朝陽 | 男，35歲，李美香夫婿，自日來台定居，生前為揭發郡主的惡事，慘遭殺手無名殺害身亡，轉世前來到孟婆客棧，直指無名為殺人兇手... |
| 周孝虹 | 李美香   | 女，32歲，佐藤朝陽妻子，生前目睹夫婿慘亡後斷氣，在轉世前希望能見兒子直樹一面。                                            |
| 陳歆翰 | 黄仁杰   | 男，33歲，冥界青年記者，充滿正義感，協助調查佐藤夫婦滅門慘案的兇手。                                                      |
| 吳皓昇 | 金院長   | 男，56歲，光目育幼院院長，收留在冥界無親可依的幼童。                                                                      |

#### 第四單元《彼岸花開》
| 演員   | 角色   | 介紹                                                                                           |
| 王燦   | 鄭文遠 | 男，30歲，蘭花的夢中情人，生前曾與蘭花熱戀，卻無故疏遠。與萬千帆簽下契約，在蘭花轉世前陪伴她。 |
| 李珞晴 | 蘭花   | 女，25歲，萬千帆的表妹，生前為舞廳紅牌小姐，迷戀鄭文遠。轉世前只願與文遠共度最後時光。         |
| 林芳儀 | 玫瑰   | 女，25歲，與鄭文遠相戀，夢想是在冥界開一間花店，後接到蘭花的訂單時卻發現了文遠對她有所隱瞞...  |

#### 第五單元《紙鶴之約》
| 演員   | 角色   | 介紹 |
| 石英   | 石聰明 | 男，68歲，冥界技術學校校長，德高望重，獲獎無數。雖然表面上看似親切和氣的長者，但真實身分卻是冥界最大犯罪集團「天黑集團」的首領，甚至利用阿冬竊取孟婆湯配方，意圖令人匪夷所思。 |
| 吳政迪 | 阿冬   | 男，24歲，玲瓏朝思暮想的兒子，在母親意外往生之後，過著悽慘的日子，爾後成為竊盜集團一份子。然而一場意外，竟靈魂出竅來到冥界...                                                  |
| 江俊翰 | 葉天祥 | 男，28歲，性格內向靦腆，卻因不明原因失去記憶，只記得的名為「千紅」的女子以及不停地摺紙鶴，在轉世前唯一的心願就是能和她見上一面。                                               |
| 曾玫萍 | 林千紅 | 女，68歲，一名充滿神秘感的氣質優雅的老婦人，心裡卻怨恨著葉天祥，直指違背兩人的約定。                                                                                           |
| 何豪傑 | 詹秘書 | 男，石校長的貼身秘書。 |

#### 第六單元《中元慶典》
| 演員   | 角色   | 介紹 |
| 柯淑勤 | 林莫愁 | 女，45歲，萬千帆之母，本名「林淑芬」。當年湯伯拋下她母子倆避走國外，讓她獨自身心飽受折磨，來到冥界後，成為一名心理醫師，希望幫助受過傷的女性找回自我。 |

### 其他角色
| 演員   | 角色   | 介紹                                                          |
| 蘇伯瑞 | 鬼差   | 男，冥界鬼差。                                                |
| 朱念緯 | 鬼差   | 男，冥界鬼差。                                                |
| 李謹年 | 蒙面人 | 男，玲瓏委託的對象。                                          |
| 梁芳毓 | 小水仙 | 女，為負擔家計來戲班學戲，努力不懈的水仙也因此與狄金枝結緣... |
| 洪馗   | 班主   | 男，戲班班主。                                                |
| 心瑜   | 貝兒   | 女，貝兒。                                                    |

### 特別客串
| 演員   | 角色         | 介紹                     |
| 傅子純 | 轉世梁山伯   | 男，吉他手。             |
| 蘇晏霈 | 轉世祝英台   | 女，警察。               |
| 王瞳   | 轉世狄金枝   | 女，芭蕾舞蹈老師。       |
| 翁家明 | 轉世李美香   | 男，轉世李美香。         |
| 高欣欣 | 轉世佐藤朝陽 | 女，轉世佐藤朝陽。       |
| 鍾欣凌 | 轉世蓮嫂     | 女，廣告演員。           |
| 林昶佐 | 轉世葉天祥   | 男，懷抱理想的政治人物。 |
| 小酷   | 神獸         | 閻王夫婦養育的神獸。     |

### 聯合演出
| 演員   | 角色         | 介紹                                                      |
| 蔡天嘉 | 轉世黃仁傑     | 男，大學畢業生。                                          |
| 彭婷羚 | 轉世林千紅   | 女，學生。                                                |
| 胡鴻達 | 招財         | 男，招財。                                                |
| 蔡力允 | 王秀才       | 男，孟婆客棧貴客。                                        |
| 陳彥廷 | 卓董         | 男，萬千凡商場對手。                                      |
| 夏宇禾 | 主播         | 女，冥界主播。                                            |
| 吳鈺萱 | 貴婦         | 女，宴會賓客。                                            |
| 林亭均 | 貴婦         | 女，宴會賓客。                                            |
| 張怡庭 | 貴婦         | 女，宴會賓客。                                            |
| 林星慧 | 貴婦         | 女，宴會賓客。                                            |
| 楊宜峰 | 貴客         | 男，宴會貴客。                                            |
| 莊士鋐 | 貴客         | 男，宴會貴客。                                            |
| 詹景富 | 貴客         | 男，宴會貴客。                                            |
| 戰浩瑄 | 貴客         | 男，宴會貴客。                                            |
| 陳珍帆 | 主持人       | 女，宴會主持人。                                          |
| 郭耀仁 | 黃茂財       | 男，黃仁傑養父。                                          |
| 王宥謙 | 小鱷魚       | 男，光目育幼院收留孩童。                                  |
| 邵宇匯 | 小千帆       | 男，小時萬千凡。                                          |
| 詹皓鈞 | 小無名       | 男，父母因地震雙雙過世，揹著襁褓的小弟孤苦無依一路奔走... |
| 童韋傑 | 歹徒         | 男，綁架鱷魚的歹徒。                                      |
| 趙心妍 | 蘇記者       | 女，冥界記者。                                            |
| 程奎中 | 年輕湯伯     | 男，因一件工安意外，拋妻棄子離去。                        |
| 王為   | 任秋明       | 男，任秋明。                                              |
| 莊瓊如 | 許小姐       | 女，命理師。                                              |
| 廖邱堃 | 詐騙集團小弟 | 男，冥界詐騙集團小弟。                                    |
| 王秀芳 | 龍母         | 女，孝親比賽參賽者。                                      |
| 林沛瑄 | 龍女         | 女，孝親比賽參賽者。                                      |
| 姜德瑜 | 劉寶珠       | 女，劉寶珠。                                              |
| 車冠德 | 賭友         | 男，賭友。                                                |
| 蔡昇達 | 王祥         | 男，臥冰求鯉的主角。                                      |
| 王恩詠 | 婚禮廠商     | 男，冥界婚禮贊助廠商。                                    |
| 郭采蓁 | 芭蕾舞學生   | 女，芭蕾舞學生。                                          |
| 謝雅琪 | 管家         | 女，管家。                                                |

## 電視劇歌曲

### 主題曲
| 曲別   | 歌名     | 演唱者 | 作詞   | 作曲   |
| 片頭曲 | 日日江水 | 唐美雲 | 陳健星 | 劉文亮 |
| 片尾曲 | 紅塵過客 | 唐美雲 | 陳健星 | 陳歆翰 |

### 原聲帶
電視原聲帶於2022年1月17日數位發行，於全亞洲音樂平台上架，收錄片頭曲《日日江水》、片尾曲《紅塵過客》和共計20位以上演員所演唱劇中重新編曲的歌仔戲經典曲調橋段。
| 曲序     | 曲目                                           | 演唱                         | 时长  |
| -------- | ---------------------------------------------- | ---------------------------- | ----- |
| 1.       | 日日江水（片頭曲 & 萬千帆角色曲）              | 唐美雲                       | 1:12  |
| 2.       | 不甘來冥（萬千帆角色曲）                       | 唐美雲                       | 1:06  |
| 3.       | 歡悲不同調（閻羅王,閻羅王夫人 & 萬千帆角色曲） | 羅北安、王彩樺、唐美雲       | 1:13  |
| 4.       | 甜姐水仙（金水仙角色曲）                       | 方宥心                       | 1:08  |
| 5.       | 乞求留下（湯伯角色曲）                         | 蔡振南                       | 1:36  |
| 6.       | 轉世通知書（大孟婆 & 小孟婆角色曲）            | 王金櫻、小咪                 | 1:27  |
| 7.       | 彼岸花之歌（梁山伯 & 祝英台角色曲）            | 施易男、李千那               | 1:49  |
| 8.       | 深情不變（擺渡人角色曲）                       | 杜健瑋                       | 1:40  |
| 9.       | 玉樹臨風（狄金枝角色曲）                       | 狄玫                         | 0:52  |
| 10.      | 水仙的傷（金水仙角色曲）                       | 方宥心                       | 1:46  |
| 11.      | 詐騙無辜（小孟婆,大孟婆,蓮嫂 & 玲瓏角色曲）    | 小咪、王金櫻、林美秀、方馨   | 1:42  |
| 12.      | 恩重如山（金水仙角色曲）                       | 方宥心                       | 1:09  |
| 13.      | 佐藤夫婦蒞客棧（佐藤夫婦角色曲）               | 李文勳、周孝虹               | 1:08  |
| 14.      | 真相（黃茂財角色曲）                           | 郭耀仁                       | 1:43  |
| 15.      | 暫時分離（玲瓏 & 萬千帆角色曲）                | 方馨、唐美雲                 | 1:08  |
| 16.      | 兄弟情（小諸葛角色曲）                         | 許富凱                       | 0:41  |
| 17.      | 不捨（湯伯角色曲）                             | 蔡振南                       | 0:59  |
| 18.      | 心內有光（玲瓏 & 無名角色曲）                  | 方馨、張書宇                 | 1:00  |
| 19.      | 人道（小諸葛 & 擺渡人角色曲）                  | 許富凱、杜健瑋               | 1:05  |
| 20.      | 最後的心願（鄭文遠 & 蘭花角色曲）              | 王燦、李珞晴                 | 3:24  |
| 21.      | 媽媽的歌（蓮嫂角色曲）                         | 林美秀                       | 1:37  |
| 22.      | 缺月梧桐（玲瓏角色曲）                         | 方馨                         | 1:11  |
| 23.      | 曖昧的喜悅（萬千帆,玲瓏 & 阿冬角色曲）         | 唐美雲、方馨、吳政迪         | 2:00  |
| 24.      | 命運的安排（湯伯角色曲）                       | 蔡振南                       | 2:10  |
| 25.      | 天黑小三仙                                     | 吳定謙、李中、姬君達、陳歆翰 | 1:34  |
| 26.      | 母子鳥（玲瓏角色曲）                           | 方馨                         | 2:12  |
| 27.      | Hip Hop 黑白捕（黑捕快 & 白捕快角色曲）        | 樓心潼、陳竹昇               | 0:34  |
| 28.      | 美夢成真（玲瓏 & 阿冬角色曲）                  | 方馨、吳政迪                 | 2:24  |
| 29.      | 真相難言（萬千帆 & 玲瓏角色曲角色曲）          | 唐美雲、方馨                 | 0:59  |
| 30.      | 母子重逢（萬千帆 & 林莫愁角色曲）              | 唐美雲、柯淑勤               | 1:27  |
| 31.      | 此時彼時（湯伯 & 萬千帆角色曲）                | 蔡振南、唐美雲               | 1:17  |
| 32.      | 相愛容易相處難（黑捕快 & 白捕快角色曲）        | 樓心潼、陳竹昇               | 2:18  |
| 33.      | 阿爸的心願（湯伯角色曲）                       | 蔡振南                       | 0:56  |
| 34.      | 原諒很難（萬千帆角色曲）                       | 唐美雲                       | 1:07  |
| 35.      | 放下更難（萬千帆角色曲）                       | 唐美雲                       | 0:33  |
| 36.      | 主持公道（大孟婆 & 小孟婆角色曲）              | 王金櫻、小咪                 | 1:03  |
| 37.      | 父愛難圓（湯伯角色曲）                         | 蔡振南                       | 1:44  |
| 38.      | 朝朝暮暮（林莫愁角色曲）                       | 柯淑勤                       | 1:12  |
| 39.      | 日日江水 [對唱版]（萬千帆 & 玲瓏角色曲）       | 唐美雲、方馨                 | 2:01  |
| 40.      | 紅塵過客（片頭曲 & 萬千帆角色曲）              | 唐美雲                       | 0:57  |
| 总时长： | 总时长：                                       | 总时长：                     | 57:22 |

## 單元列表
| 單元 | 標題     | 介紹 | 播出集數       |
| 1    | 世紀婚禮 | 冥界居民梁山伯和祝英台接到轉世通知單，兩人為了逃避喝孟婆湯，展開逃亡行動。黑白捕快迅速逮捕二人，送往孟婆客棧…                                                               | 第1集～第5集   |
| 2    | 師父駕到 | 金水仙的師父狄金枝來到客棧，她希望萬老闆能幫她尋找一盒珍貴的點翠頭面。狄金枝整天嫌東嫌西，客棧成員都希望趕快將這位「奧客」送離客棧…                                         | 第6集～第10集  |
| 3    | 罪人無名 | 孟婆客棧來了兩位轉生者：佐藤夫婦，他們希望萬老闆幫助他們尋找兒子直樹。萬老闆請記者黃仁傑採訪他們，藉由媒體力量幫忙尋人。佐藤夫妻意外發現客棧保全無名就是當年殺害他們的兇手… | 第11集～第15集 |
| 4    | 彼岸花開 | 小諸葛的母親蓮嫂接到轉世通知書，希望在七日內看兒子成婚。小諸葛為了讓母親無憾轉生，拜託金水仙假扮他的女友，與他舉辦一場假婚禮。                                              | 第16集～第20集 |
| 5    | 紙鶴之約 | 玲瓏在陽世的兒子阿冬，因為一場意外，靈魂出竅來到冥界。玲瓏與兒子意外重逢，希望與他多相處幾日，引導阿冬走上人生正途。                                                        | 第21集～第25集 |
| 6    | 中元慶典 | 湯伯接到轉世通知書，成為客棧的貴客，湯伯不敢與千帆相認，只提出希望能在這七天內，與千帆父子相稱，千帆勉強答應。兩人參加冥界孝親月活動，獲得冠軍，成為孝親代表。              | 第26集～第30集 |

## 製作
本劇斥資新臺幣1.1億元打造，籌備近四年，榮獲中華民國文化部107年度旗艦型連續劇製作補助新台幣2100萬元，於2020年3月21日在大稻埕開鏡，耗時四個月拍攝，7月20日全劇殺青。原訂於2020年10月底、11月初播出，但因後製預算超支、不斷往上追加預算，且受到疫情衝擊影響導致投資者撤資而延宕。2021年8月24日舉行定檔記者會，劇集確定於10月17日起在公視台語台播出，預計11月在民視播出。

## 獎項紀錄
| 年份   | 頒獎典禮              | 獎項名稱               | 入圍者／作品   | 結果 |
| 2022年 | 第57屆金鐘獎          | 戲劇節目最具潛力新人獎 | 張書宇         | 提名 |
| 2022年 | 第57屆金鐘獎          | 戲劇類節目造型設計獎   | 黃文英         | 提名 |
| 2022年 | 第57屆金鐘獎          | 戲劇類節目視覺特效獎   | 王奕盛         | 提名 |
| 2022年 | 第57屆金鐘獎          | 戲劇類節目創新獎       | 《孟婆客棧》   | 獲獎 |
| 2022年 | 第5屆亞洲影藝創意大獎 | 最佳攝影               | 李鳴、陳翰諹   | 提名 |
| 2022年 | 第5屆亞洲影藝創意大獎 | 最佳剪輯               | 莊雯媛、黃意純 | 提名 |
| 2022年 | 第5屆亞洲影藝創意大獎 | 最佳音效               | 《孟婆客棧》   | 提名 |
| 2022年 | 第27屆亞洲電視大獎    | 最佳男配角             | 施易男         | 提名 |

## 外部連結
- 民視官方網站 （页面存档备份，存于）
- 孟婆客棧的Facebook專頁
- 孟婆客棧的Instagram帳戶
- 在Hami Video觀看《孟婆客棧》 （页面存档备份，存于）